# Азяково
Азяково (баш. Әжәк) — деревня в Бураевском районе Республики Башкортостан Российской Федерации. Центр Азяковского сельсовета.

## География

### Географическое положение
Расстояние до:
- районного центра (Бураево): 13 км,
- ближайшей ж/д станции (Янаул): 81 км.

## История
В материалах Первой ревизии, в 1722 году были учтены 65 душ мужского пола служилых татар.
В «Списке населенных мест по сведениям 1870 года», изданном в 1877 году, населённый пункт упомянут как деревня Азякова 2-го стана Бирского уезда Уфимской губернии. Располагалась при речке Азяке, на просёлочной дроге из Бирска в Осу, в 43 верстах от уездного города Бирска и в 40 верстах от становой квартиры в селе Тепляки. В деревне, в 105 дворах жили 618 человек (334 мужчины и 284 женщины, мещеряки, тептяри), были мечеть, училище.

## Население
| 2002 | 2009 | 2010 |
| ---- | ---- | ---- |
| 322  | ↗332 | ↘267 |

Национальный состав
Согласно переписи 2002 года, преобладающие национальности — башкиры (61 %), татары (37 %).